# 豊崎みさと
豊崎 みさと（とよさき みさと、1995年1月16日 - ）は、日本のAV女優。LINX所属。

## 略歴・人物
大阪府出身。
趣味・特技は料理、映画鑑賞。
2020年5月、マドンナの専属女優としてAVデビュー。
3作品に出演した後、専属を離れ企画体女優となる。

## 作品

### アダルトDVD
2020年
- The BEAUTIFUL WIFE 04 豊崎みさと 30歳 AV debut!!（5月25日、マドンナ）
- マドンナ専属 第2弾!! 中出し解禁!! 猛暑で理性が狂った母子の、汗だく中出し帰省相姦。（6月25日、マドンナ）
- 人妻として、教師として、あるまじき純愛に溺れて…。（10月25日、マドンナ）

2021年
- ドラッグストア勤務の可愛いアラサー ほんわかした関西弁のおねえさんが凄テクと巨根で本気のメス顔になってしまう!（1月25日、ブロッコリー）
- 女を捨てきれない肉欲変態シングルマザー 長乳ロケット型Gカップ みさと 28歳（2月13日、E-BODY）※「みさと」名義
- 顔出し解禁!! マジックミラー便 一流企業で働くパンツスーツのピタパン尻OL編 タイトなパンツスーツに包まれたパッツパツのむっちり尻を揉みしだかれ恥じらいながらも濡れてしまったエリートおま○こにデカチン挿入!! in銀座&虎ノ門（2月19日、DEEP'S）※オムニバス作品、他出演9名
- 若妻寝取りドキュメント Gカップ名器不倫妻 豊崎みさと（4月7日、パコパコ団とゆかいな仲間たち）

### ネット配信
2020年
- マジ軟派、初撮。 1567 旦那とはご無沙汰、浮気経験もなし!性欲を持て余した人妻を目黒でナンパ!イケナイことだと分かっていつつも本能に抗えず…（12月12日、ナンパTV）※「みさと」名義

2021年
- ラグジュTV 1354 結婚3年目…セックスレスに悩むのスレンダー奥様が登場!旦那とは比べ物にならない反り返った巨根を喉元まで含み唾液をイヤらしく垂れ流すも恍惚の表情を浮かべ貪欲に味わう!清楚な奥様は徐々にM気を解放し一人の淫乱なオンナと化す!（1月18日、ラグジュTV）※「堀内夏子」名義
- 【初撮り】【婚約中に..】【G乳揺らす大阪美女】婚約中のG乳OLが魅せる背徳セックス。他人棒を必死で咥え込み、何度も絶頂を味わってしまう彼女は.. ネットでAV応募→AV体験撮影 1449（1月22日、シロウトTV）※「みさと」名義
- 「すっきりついでに"スッキリ"したくて…」まもなく離婚間近な美人妻が、性欲発散にAV出演!子持ちとは思えないハリのある豊乳!細身で華奢なボディ!そして吸い付くような名器で男根から精液を搾り取る!久しく味わっていなかった快楽に夢中で溺れる淫乱妻が予想以上にエロかった! 今からこの人妻とハメ撮りします。34 at 東京都足立区（1月28日、KANBi）※「みさと」名義